# Olone (fisica)
Gli oloni (anche noti come cariconi) sono uno dei due tipi di quasiparticelle, insieme agli spinoni, che gli elettroni nei solidi sono in grado di separare durante il processo di separazione spin-carica, quando vengono strettamente confinati a temperature prossime allo zero assoluto.
Gli elettroni, essendo di carica uguale, si respingono. Di conseguenza, al fine per attraversare tutti insieme in un ambiente estremamente affollato, sono costretti a modificare il loro comportamento. Una ricerca pubblicata nel luglio 2009 dall'Università di Cambridge e dall'Università di Birmingham (Inghilterra) mostrava che gli elettroni potrebbero saltare l'un l'altro per mezzo del tunneling quantistico, e per farlo si separano in due particelle, denominate dai ricercatori spinoni e oloni.